# MTV Europe Music Awards 2010
Церемония MTV Europe Music Awards 2010 прошла 7 ноября в Caja Mágica в Мадриде, Испания. Вести церемонию было поручено актрисе Еве Лонгории, а цифровым ведущим стал Джастин Бибер. Номинанты EMA 2010 были объявлены 20 сентября 2010 года. Кэти Перри и Lady Gaga возглавили список номинантов с пятью номинациями, Эминем с четырьмя, а группа 30 Seconds to Mars и Muse с тремя номинациями.
Голосование по выбору региональных представителей для номинации «Лучший европейский артист|Best Europe Act» было закрыто 18 октября.

## Выступления

### Digital-шоу
- Katy Perry — «California Gurls»
- 30 Seconds to Mars — «Closer to the Edge»

### Пре-шоу
- 30 Seconds to Mars (featuring Kanye West) — «Hurricane / Power»

### Основное шоу
- Shakira (featuring Dizzee Rascal) — «Loca / Waka Waka (This Time for Africa)»
- Kings of Leon — «Radioactive»
- Katy Perry — «Firework»
- Rihanna — «Only Girl (In the World)»
- Kid Rock — «Born Free»
- Linkin Park — «Waiting for the End»
- B.o.B (featuring Hayley Williams) — «Airplanes»
- Miley Cyrus — «Who Owns My Heart»
- Plan B — «She Said»
- Kesha — «Tik Tok»
- Bon Jovi — «What Do You Got? / You Give Love a Bad Name / It’s My Life»

## При участии
- Тейлор Момсен
- Эмили Осмент
- The Dudesons
- Давид Бисбаль
- Джонни Ноксвилл
- Paul "DJ Pauly D" DelVecchio
- Nicole "Snooki" Polizzi
- Ивэн Рэйчел Вуд
- Келли Брук
- Диззи Раскал
- Слэш
- 30 Seconds to Mars
- The Jackass Cast

## Номинанты
Победители выделены жирным.

### Лучший певец
- Эминем
- Джастин Бибер
- Ашер
- Энрике Иглесиас
- Канье Уэст

### Лучшая певица
- Леди Гага
- Кэти Перри
- Майли Сайрус
- Шакира
- Рианна

### Лучшая песня
- «OMG» (Ашер)
- «California Girls» (Кэти Перри и Снуп Дог)
- «Love the way you lie» (Эминем и Рианна)
- «Rude Boy» (Рианна)
- «Bad Romance» (Леди Гага)

### Лучший клип
- «Kings and Queens» 30 Seconds To Mars
- «California Girls» (Кэти Перри и Снуп Дог)
- «Telephone» (Леди Гага и Бейонсе)
- «Prayin’» (Plan B)
- «Love the way you lie» (Эминем и Рианна)

### Лучший поп-артист
- Леди Гага
- Ашер
- Кэти Перри
- Майли Сайрус
- Рианна

### Лучшая рок-группа
- Kings of Leon
- Linkin Park
- 30 Seconds to Mars
- Muse
- Ozzy Osbourne

### Лучшая альтернативная группа
- Gorillaz
- The Gossip
- Paramore
- Vampire Weekend
- Arcade Fire

### Лучший хип-хоп/рэп артист
- T.I.
- Эминем
- Канье Уэст
- Лил Уэйн
- Снуп Дог

### Лучшее живое выступление
- Bon Jovi
- Леди Гага
- Muse
- Kings Of Leon
- Linkin Park

### Лучший новый артист
- Kesha
- B.o.B
- Джейсон Деруло
- Plan B
- Джастин Бибер

### Прорыв года
- Kesha
- Александра Бёрк
- Джейсон Деруло
- Джастин Бибер
- Selena Gomez & the Scene
- B.o.B
- The Drums
- Professor Green
- Hurts
- Майк Познер

### Лучшее выступление в рамках «MTV World Stage»
- Green Day
- Muse
- 30 Seconds to Mars
- Кэти Перри
- Gorillaz
- Tokio Hotel

### Лучший европейский артист
- Afromental
- Дима Билан
- Enrique Iglesias
- Inna
- Марко Менгони

## Региональные артисты

### Лучший новый артист Великобритании и Ирландии
- Delphic
- Ellie Goulding
- Marina and the Diamonds
- Rox
- Tinie Tempah

### Лучший немецкий артист
- Gentleman
- Jan Delay
- Xavier Naidoo
- Sido
- Unheilig

### Лучший датский артист
- Alphabeat
- Burhan G
- Medina
- Rasmus Seebach
- Turboweekend

### Лучший финский артист
- Amorphis
- Chisu
- Fintelligens
- Stam1na
- Jenni Vartiainen

### Лучший норвежский артист
- Casiokids
- Karpe Diem
- Susanne Sundfør
- Tommy Tee
- Lars Vaular

### Лучший шведский артист
- Робин
- Kent
- Lazee
- Miike Snow
- Swedish House Mafia

### Лучший итальянский артист
- Malika Ayane
- dARI
- Marco Mengoni
- Sonohra
- Нина Дзилли

### Лучший бельгийский/голландский артист
- Caro Emerald
- The Opposites
- Stromae
- The Van Jets
- Waylon

### Лучший французский артист
- Ben l’Oncle Soul
- David Guetta
- Phoenix
- Pony Pony Run Run
- Sexion D’Assaut

### Лучший польский артист
- Afromental
- Agnieszka Chylińska
- Hey
- Mrozu
- Tede

### Лучший испанский артист
- Enrique Iglesias
- Lori Meyers
- Najwa
- La Mala Rodríguez
- SFDK

### Лучший российский артист
- Дима Билан
- Noize MC
- Serebro
- Тимати
- А’Студио

### Лучший румынский артист
- Dan Balan
- Connect-R
- Deepcentral
- Inna
- Edward Maya and Vika Jigulina

### Лучший португальский артист
- Deolinda
- Diabo na Cruz
- Legendary Tiger Man
- Nu Soul Family
- Orelha Negra

### Лучший адриатический артист
- Gramophonedzie
- Gibonni
- Leeloojamais
- Edo Maajka
- Negative

### Лучший арабский артист
- Joseph Attieh
- Mohamed Hamaki
- Khaled Selim

### Лучший венгерский артист
- Hősök
- Kiscsillag
- The Kolin
- Nemjuci
- Neo

### Лучший украинский артист
- Alyosha
- Antibodies
- Макс Барских
- ДиО.фильмы
- Kryhitka

### Лучший греческий артист
- Μelisses
- Сакис Рувас
- Stavento (при участии Иви Адаму)[1]
- Myron Stratis
- Vegas

### Лучший израильский артист
- Сарит Хадад
- Infected Mushroom
- Karolina
- Ivri Lider
- Hadag Nahash

### Лучший швейцарский артист
- Baschi
- Greis
- Stefanie Heinzmann
- Lunik
- Marc Sway

### Лучший чешский/словацкий артист
- Ewa Farna
- Aneta Langerová
- Rytmus
- Charlie Straight
- Marek Ztracený